# I Hate Myself and Want to Die
«I Hate Myself and Want to Die» (en español: Me odio y quiero morir) es una canción de la banda estadounidense de grunge Nirvana, escrita por el vocalista y guitarrista Kurt Cobain. Fue lanzado por primera vez en noviembre de 1993 en el álbum recopilatorio The Beavis and Butt-Head Experience.
La canción también fue aprobada para ser lanzada como cara B del sencillo "Pennyroyal Tea" de la banda, pero el lanzamiento original del sencillo fue cancelado después de la muerte de Cobain en abril de 1994. En abril de 2014, el sencillo finalmente fue lanzado en edición limitada en vinilo de 7" para el Record Store Day, y alcanzó el número uno en la lista Billboard Hot Singles Sales.

## Historia y grabación

### Historia temprana
"I Hate Myself and Want to Die" nunca se interpretó en vivo y solo le sobreviven dos versiones conocidas, ambas grabadas en el estudio. El primero es un demo, con letras inacabadas, grabado en enero de 1993 por Craig Montgomery en BMG Ariola Ltda en Río de Janeiro, Brasil. Esta versión fue lanzada en la caja de rarezas de Nirvana, With the Lights Out, en noviembre de 2004.

### In Utero
La segunda y última versión de estudio fue grabada por Steve Albini en Pachyderm Studios el 15 de febrero de 1993, durante la sesión de grabación del tercer y último álbum de la banda, In Utero. Originalmente titulada "2 Bass Kid", la canción estaba representada por un símbolo de pez en la caja de cinta del álbum.
No se incluyó en In Utero, que se lanzó en septiembre de 1993, y Cobain explicó más tarde que había demasiadas canciones "ruidosas" en el álbum. En cambio, la canción apareció como la pista de apertura del álbum recopilatorio The Beavis and Butt-Head Experience, lanzado en noviembre de 1993. Contó con una introducción de Mike Judge, expresando a los personajes principales, así como comentarios al final, con los personajes declarando que la canción "la rompió" y "gobernó". La banda recibió 60.000 dólares de su sello discográfico, Geffen Records, por la canción. Desde entonces, el álbum recopilatorio Beavis and Butt-head Experience ha sido certificado doble Platino en los EE. UU.
La canción estaba programada para ser lanzada como cara B del sencillo "Pennyroyal Tea" en abril de 1994, pero el sencillo fue retirado después de la muerte de Cobain ese mes, posiblemente debido al título de la canción. El sencillo finalmente se lanzó en abril de 2014, como parte del Record Store Day.
"I Hate Myself and Want to Die" también fue un título provisional para In Utero. Según Tom Mallon de Rolling Stone, Cobain abandonó el título por temor a que el humor negro del título se perdiera entre algunos críticos y fanáticos, y después de que el bajista de Nirvana, Krist Novoselic, lo convenciera de que la banda podría terminar con demandas si Cobain se quedó con el título original. Cobain cambió el título del álbum a Verse Chorus Verse, y luego, dos semanas después, a su título final, In Utero. En una entrevista de octubre de 1993 con David Fricke de Rolling Stone, Cobain explicó que quiso decir el título "tan literalmente como puede ser una broma", calificándolo de "divertido" y afirmando que era una referencia a la percepción que el público tenía de él como este esquizofrénico enojado, quejumbroso y asustado que quiere suicidarse todo el tiempo".

## Otros usos
- I Hate Myself and Want To Die fue uno de los primeros nombres que Cobain tenía en mente para el álbum In Utero.
- I Hate Myself and Want to Die: The 52 Most Depressing Songs You've Ever Heard también es un libro por Tom Reynolds, publicado en 2005.
- I Hate Myself and Want to Die: fue usado en el disco recopilatorio de 1993, perteneciente a la serie Beavis and Butthead.